# Blaine (Kentucky)
Blaine is een plaats (city) in de Amerikaanse staat Kentucky, en valt bestuurlijk gezien onder Lawrence County.

## Demografie
Bij de volkstelling in 2000 werd het aantal inwoners vastgesteld op 245.
In 2006 is het aantal inwoners door het United States Census Bureau geschat op 256, een stijging van 11 (4,5%).

## Geografie
Volgens het United States Census Bureau beslaat de plaats een oppervlakte van
8,5 km², geheel bestaande uit land. Blaine ligt op ongeveer 244 m boven zeeniveau.

## Plaatsen in de nabije omgeving
De onderstaande figuur toont nabijgelegen plaatsen in een straal van 36 km rond Blaine.